# Deep Silent Complete
«Deep Silent Complete» es un sencillo de la banda finlandesa Nightwish. Su lírica está dedicada a los océanos y fue el único sencillo del álbum Wishmaster lanzado por el sello Spinefarm Records. La canción alcanzó el tercer puesto de las listas finesas.
El título del sencillo contiene algunas líneas escritas por William Shakespeare.

## Temas
|    | Título                         | Compositor        | Duración |
| -- | ------------------------------ | ----------------- | -------- |
| 1. | «Deep Silent Complete»         | Tuomas Holopainen | 3:57     |
| 2. | «Sleepwalker heavy version»    | Tuomas Holopainen | 3:06     |
| 3. | «Sleepwalker» (Versión Simple) | Tuomas Holopainen | 2:55     |

- Datos: Q2083258